# Junior Uni Daun
Die Junior Uni in Daun ist für die gesamte Eifel-Region eine außerschulische, ausschließlich privat finanzierte und gemeinnützige Bildungs- und Forschungseinrichtung für Kinder, Jugendliche und junge Erwachsene von vier bis 20 Jahren. Die Junior Uni Daun wird zu hundert Prozent durch die LEPPER Stiftung finanziert und getragen.

## Beschreibung

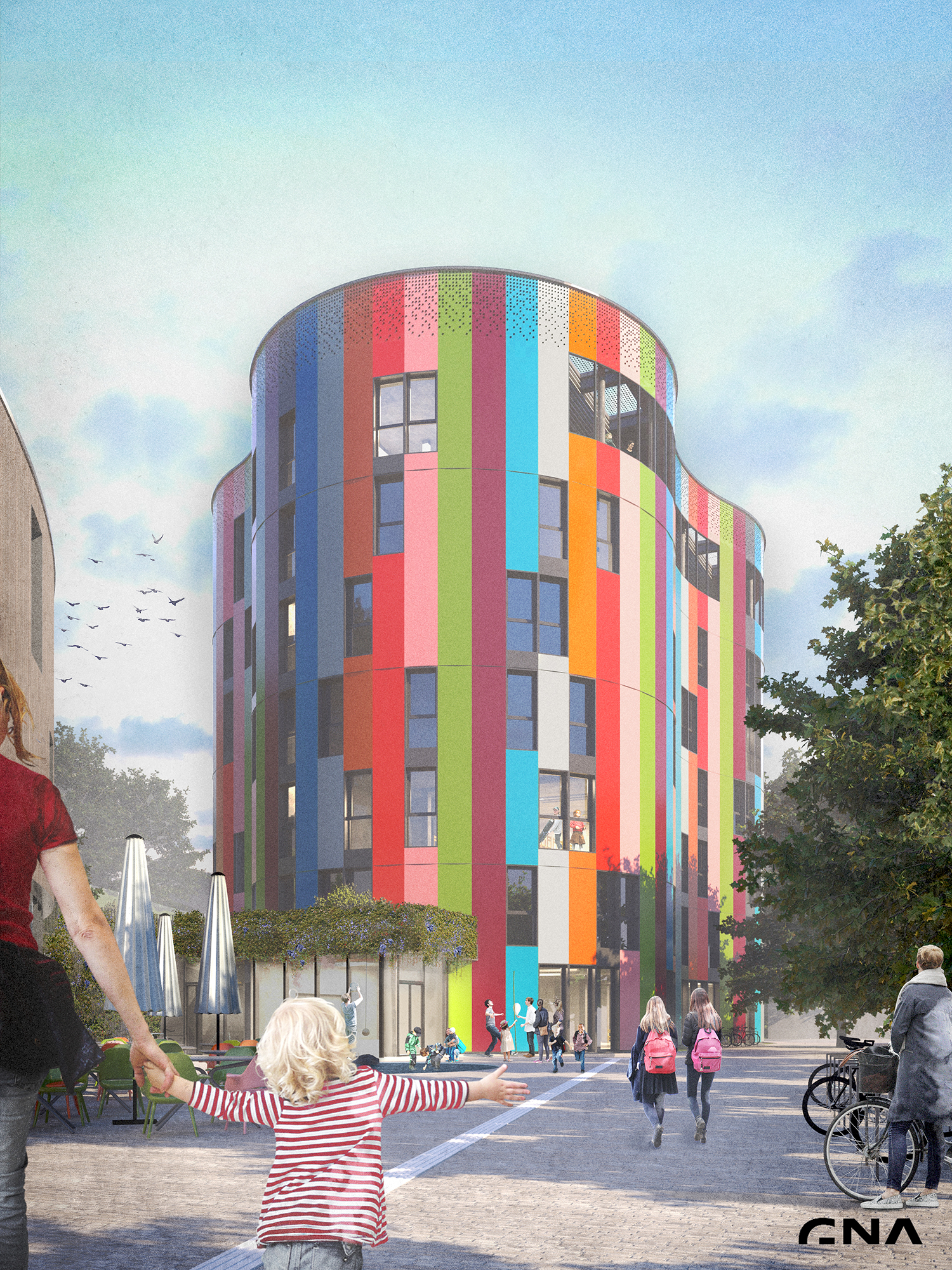
Der geplante Junior-Uni-Neubau

Im Gegensatz zu Initiativen in einigen anderen Universitätsstädten, die ebenfalls Begriffe wie Juniorstudium oder Kinderuniversität verwenden, handelt es sich hier um eine eigenständige, ganzjährig tätige und mit eigenem Lehr- und Verwaltungspersonal ausgestattete Einrichtung mit eigenem Campus.
Das Konzept wurde nach dem Wuppertaler Vorbild eines privat entwickelten außerschulischen Lernortes zur Stärkung des staatlichen Bildungssystems entwickelt. Aktuell werden in mehreren deutschen Städten ähnliche Initiativen entwickelt, so etwa in Mülheim an der Ruhr, Essen und Mönchengladbach. Das Besondere an der Junior Uni Daun ist jedoch die erstmalige Gründung in einer ländlichen Region. Das Bildungsangebot soll durch das Angebot einer Fachhochschule ergänzt werden.

## Angebot und Zielgruppen
Das Konzept der Junior Uni sieht vor, dass Altersgruppen vom Kindergarten bis zum Abitur angesprochen werden. Als Studenten werden sie vor allem in den naturwissenschaftlichen Fächern experimentieren und forschen. Hinzu kommen Angebote im Bereich Musik, Tanz und Theater. Ohne Zeugnisse und Notendruck sollen Studenten mit unterschiedlichem Bildungshintergrund und aus allen sozialen Schichten angesprochen werden. Der Respekt vor jeglicher Form des Lebens und die Freude am Lernen sind die grundlegenden Wertevorstellungen des Projekts.
Die Steigerung der regionalen Lebensqualität und des Bildungsangebots im ländlichen Raum soll auch dazu beitragen den Fachkräftebedarf der Wirtschaft zu decken. Daher ist in einem weiteren Schritt die Gründung eines Fachbereichs einer dualen Fachhochschule mit zwei MINT-Fächern geplant.

## Geschichte

Der Junior-Uni-Neubau am Tag des Richtfests im Oktober 2022

Auf Basis einer Kooperation mit der Junior Uni Wuppertal verkündete die LEPPER Stiftung im Frühjahr 2019, eine Junior Uni in Daun bauen zu wollen. Im Jahr 2020 übertrugen die Stifter Doris G. und Peter Lepper 100 % ihrer Techniropa-Holding-Unternehmensanteile im Wege der Zustiftung an die LEPPER Stiftung. Hiervon wurde das Gelände einer ehemaligen Brotfabrik am nördlichen Rand der Innenstadt erworben.
Der Campus soll aus 5 Gebäuden in freien Formen bestehen. Die Maare der Vulkaneifel waren Inspirationsquelle für den Entwurf. Das städtebauliche Konzept, wie auch die Gebäudeplanung wurde durch die Wuppertaler Architekten Josef Niedworok und Anja Schacht in Zusammenarbeit mit Hans Christoph Goedeking entwickelt. Sie wurden mit Unterstützung der beteiligten Behörden innerhalb weniger Wochen genehmigt. Der Spatenstich erfolgte am 30. Juni 2021.
2024, im ersten Jahr ihres Betriebs, kooperierte das Team aus 100 Lehrenden aus Hochschulen, Wirtschaftsunternehmen und anderen Praktikern mit 35 Bildungseinrichtungen in der Region. Um die Erreichbarkeit der Studenten zu ermöglichen, wurden die Fahrtkosten der Schulen gefördert und ein Coworking-Space für Eltern geplant.

## Eröffnung
Die Eröffnung der Junior Uni Daun erfolgte am 8. Dezember 2023. 

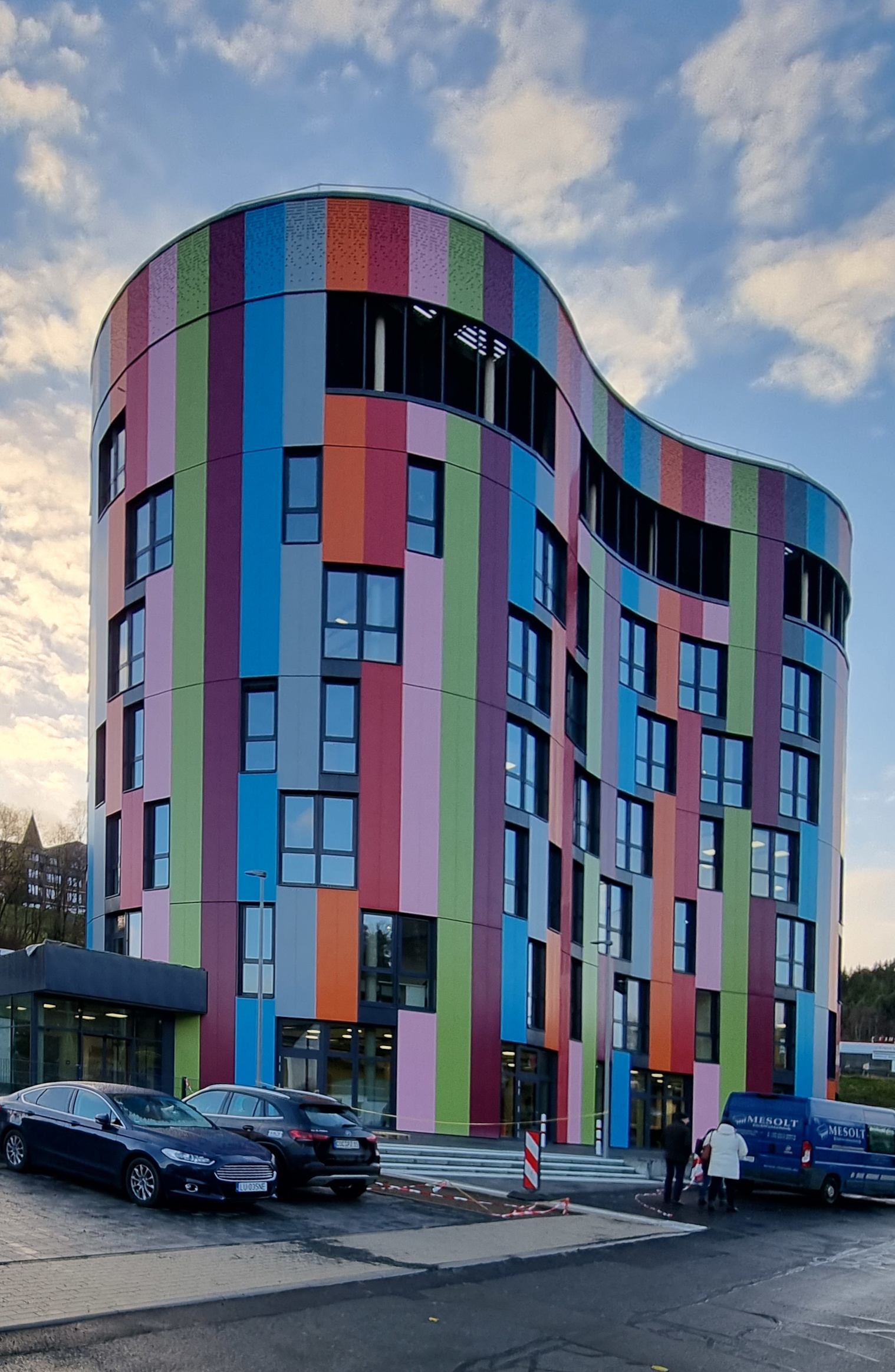
Fertiggestellte Junior Uni Daun im November 2023